# رئيس جنوب إفريقيا
رئيس جنوب إفريقيا هو أعلى منصب في جنوب إفريقيا. تأسس المنصب عام 1994 حيث كان يسمى المنصب منذ عام 1961 وحتى عام 1994 برئيس الدولة.

الرئيس الحالي هو سيريل رامافوزا.
يشغل رئيس جمهورية جنوب إفريقيا منصب رئيس الدولة، ورئيس حكومة جنوب إفريقيا، والقائد العام لقوات الدفاع الوطني لجنوب إفريقيا (إس ايه ان دي إف) بموجب دستور جنوب إفريقيا.

## الأصل
تم إنشاء مكتب الرئيس والأدوار التي ترافقه بموجب الفصل الخامس من دستور جنوب إفريقيا الذي تم تشكيله من قبل الجمعية التأسيسية عند حل الفصل العنصري كسياسة للدولة.
يوجد عدد من مظاهر المكتب. جوانب من هذه المناصب موجودة داخل الرئاسة اليوم. تم استثمار القيادة التنفيذية للمستعمرات البريطانية في ناتال ورأس الرجاء الصالح في حكامها، وبالمثل تم استثمارها في رؤساء جمهوريات بوير في ترانسفال وولاية أورانج الحرة. توجت السيادة المتناوبة نتيجة الحروب في معاهدة فيرينجينغ الموقعة والتي اختتمت فيها حرب جنوب إفريقيا.
تأسس اتحاد جنوب إفريقيا، وهو دومينيون بريطاني، في 31 مايو 1910  مع الملك البريطاني كرئيس رسمي للدولة، ويمثله نائب الملك، الحاكم العام.
عند إعلان جمهورية جنوب إفريقيا في 31 مايو 1961، تم إنشاء مكتب رئيس الدولة.  كان في الأصل منصبًا احتفاليًا، لكنه أصبح منصبًا تنفيذيًا في عام 1984 عندما ألغى دستور جديد منصب رئيس الوزراء ونقل صلاحياته إلى رئيس الدولة.

## كيفية التعيين
يتم انتخاب رئيس جنوب إفريقيا من قبل الجمعية الوطنية بمجلس النواب بالبرلمان، وعادة ما يكون زعيم أكبر حزب له تمثيل في البرلمان، وهو حزب المؤتمر الوطني الإفريقي منذ إجراء أول انتخابات غير عنصرية في 27 أبريل 1994.
ويحدد الدستور فترة بقاء الرئيس في المنصب بفترتين كحد أقصى، ومدة كل فترة خمس سنوات. كان أول رئيس يتم انتخابه بموجب الدستور الجديد هو نيلسون مانديلا. أما الرئيس الحالي لجنوب إفريقيا فهو سيريل رامافوزا الذي انتخبه المجلس الوطني في 15 فبراير 2018 بعد استقالة جاكوب زوما.
بموجب الدستور المؤقت (الذي ظل ساري المفعول منذ 1994 وحتى 1996)، كانت هناك حكومة وحدة وطنية يحق فيها للعضو في البرلمان (MP) من أكبر حزب معارض أن يشغل منصب نائب الرئيس. وقد شغل ف. دبليو دي كليرك في عهد الرئيس ثابو مبيكي منصب نائب الرئيس بصفته زعيم الحزب الوطني الذي كان ثاني أكبر حزب في البرلمان الجديد. لكن دي كليرك استقال لاحقًا وعارض حزبه. لا تزال الحكومة الائتلافية الطوعية قائمة بموجب الدستور الجديد (الذي تم تبنيه في عام 1996)، على الرغم من عدم وجود تعيينات لسياسيين معارضين بمنصب نائب الرئيس.
يشترط في الرئيس أن يكون عضوا في الجمعية الوطنية وقت انتخابه. وعند انتخابه، فإنه يستقيل على الفور من مقعده طوال مدة ولايته. ويمكن عزل الرئيس إما بحجب الثقة من أغلبية نواب البرلمان، أو بمحاكمة الإقالة.

## التاريخ
استحدث منصب الرئيس في جنوب إفريقيا والمناصب المرافقة له بموجب الفصل الخامس من دستور جنوب إفريقيا الذي شكلته الجمعية التأسيسية عند حل حكومة الفصل العنصري.
وقد تم استثمار القيادة التنفيذية للمستعمرات البريطانية في ناتال ورأس الرجاء الصالح من قبل حكامها، وبالمثل تم استثمارها في رؤساء جمهوريات بوير في ترانسفال وولاية أورانج الحرة. وتوجت السيادة المتناوبة نتيجة الحروب بتوقيع معاهدة فيرينجينغ الموقعة عام 1902 والتي أدت إلى إنهاء حرب جنوب إفريقيا.
تأسس اتحاد جنوب إفريقيا، وهو دومينيون بريطاني في 31 مايو 1910 والذي بموجبه أصبح الملك البريطاني هو الرئيس الرسمي للدولة، يمثله نائب الملك، أو الحاكم العام.
عند إعلان جمهورية جنوب إفريقيا في 31 مايو 1961، استحدث منصب رئيس الدولة. والذي كان في الأصل منصبًا شرفيًا، إلا أنه أصبح منصبًا تنفيذيًا في عام 1984 عندما ألغى الدستور الجديد منصب رئيس الوزراء ونقل صلاحياته إلى رئيس الدولة.

## النظام الانتخابي
تتمتع جنوب إفريقيا بنظام مميز لانتخاب رئيسها. على عكس حكومة المستعمرات والهيمنة البريطانية السابقة الأخرى التي تبنت شكلاً برلمانيًا جمهوريًا للحكم وتلك التي تتبع نظام وستمنستر، فإن رئيس جنوب إفريقيا هو رئيس الدولة، ورئيس الحكومة والقائد العام لقوة الدفاع الوطني لجنوب إفريقيا. وبخلاف الأنظمة الرئاسية حول العالم، يتم انتخاب رئيس جنوب إفريقيا من قبل برلمان جنوب إفريقيا، وليس من قبل الشعب مباشرة. وبالتالي فهو مسؤول أمامها من الناحية النظرية، وقادر على التأثير في التشريع وفي الممارسة العملية بصفته رئيس حزب الأغلبية.
تقوم الجمعية الوطنية بمجلس النواب بالبرلمان بانتخاب الرئيس من بين أعضائها. ويجب أن يشرف رئيس القضاة على الانتخابات. وبمجرد انتخاب الشخص فهو لم يعد عضوًا في الجمعية الوطنية. ويقوم بعد ذلك بأداء اليمين كرئيس في غضون خمسة أيام من الانتخابات. وفي حالة خلو المنصب، يجب أن يحدد رئيس المحكمة موعد الانتخابات الجديدة، خلال 30 يوم كحد أقصى من وقت خلو المنصب.
وهكذا حدد الدستور نظاماً يجمع بين النظامين: البرلماني، والرئاسي بطريقة فريدة. فقط بوتسوانا وعدد قليل من البلدان الأخرى تستخدم نظامًا مشابهًا. كذلك جمعت إسرائيل بين عامي 1996 و 2003 بين النظامين ولكن بطريقة معاكسة، مع انتخابات مباشرة لمنصب رئيس الوزراء.
على الرغم من أن الرئاسة هي المؤسسة الرئيسية الحاكمة، إلا أنها محمية بالعديد من الضوابط والتوازنات التي تمنع هيمنتها الكاملة على الحكومة، كما كان الحال في العديد من البلدان الإفريقية. مدة الرئاسة خمس سنوات، ويمكن التجديد للرئيس لولاية ثانية لتصبح فترتين بحد أقصى. وهكذا فإن النظام الانتخابي يحاول (على الورق على الأقل) منع تراكم السلطة في منصب الرئيس كما كان الحال في عهد حكومة الفصل العنصري أو في العديد من البلدان الإفريقية الأخرى.

## منصب نائب الرئيس
وفقًا للفصل الخامس من الدستور، لا يمكن للرئيس ممارسة سلطات منصبه إلا أثناء وجوده داخل جمهورية جنوب إفريقيا. فإذا كان الرئيس خارج البلاد، أو غير قادر على أداء واجبات المنصب، فيجوز لهم تعيين رئيس للدولة بالإنابة.
يجب شغل منصب الرئاسة من قبل نائب الرئيس أولاً، ثم الوزير المختار من قبل الرئيس، ثم الوزير الذي يختاره مجلس الوزراء، وأخيراً من قبل رئيس الجمعية الوطنية.

## سلطات وصلاحيات الرئيس
يشغل الرئيس في جنوب إفريقيا منصب رئيس الدولة، كما يرأس الحكومة، ويشغل منصب القائد العام لقوات الدفاع الوطني لجنوب إفريقيا. وقد حددت حقوق ومسؤوليات ومكافآت الرئيس في الفصل الخامس من دستور جنوب إفريقيا والتعديلات اللاحقة والقوانين التي أقرها برلمان جنوب إفريقيا.

### السلطات التنفيذية للرئيس
- يعين مختلف المسؤولين في المناصب المدرجة في الدستور ولكن أهمهم الوزراء، والقضاة في محكمة الاستئناف العليا والمحكمة الدستورية.
- يقوم الرئيس من خلال مجلس الوزراء بتنفيذ وفرض الدستور والقوانين كما يفرض أهدافه السياسية.
- يقوم بتعيين القضاة بناء على مشورة مفوضية الخدمات القضائية.
- يلعب الرئيس دورًا في تشكيل التشريعات.
- يقوم بتوقيع مشاريع القوانين، كما يمكنه القيام الاعتراض عليها (على الرغم من كونها قابلة للتجاوز)، أو إحالة مشاريع القوانين إلى البرلمان أو المحكمة الدستورية أو الدعوة لإجراء استفتاء.
- يستدعي الرئيس البرلمان، وغالبًا ما يقدم أهدافه وجدول أعماله في خطاب حالة الأمة في بداية كل جلسة.

### قيادة قوات الدفاع الوطني
الرئيس هو القائد العام لقوات الدفاع الوطني لجنوب إفريقيا، وبالتالي يتمتع بالنفوذ والسيطرة على السياسة الخارجية والأنظمة الأمنية، كما يُمنح الصلاحيات الدستورية لإعلان الحرب، وصنع السلام، والتفاوض، والتوقيع (على الرغم من عدم التصديق) على المعاهدات (والتحالفات التي قد تأتي معها)، وتعيين المسؤولين الدبلوماسيين، ومنح التكريم، ومنح العفو.

## قائمة رؤساء جنوب إفريقيا منذ 1994
الأحزاب
  المؤتمر الوطني الإفريقي
| No. | الصورة | الاسم (الميلاد–الوفاة)         | الانتخابات     | الفترة         | الفترة        | الفترة            | البرلمان                                                        | الحزب السيسي            | الحكومة                                                | مراجع                                            |
| No. | الصورة | الاسم (الميلاد–الوفاة)         | الانتخابات     | استلم المنصب   | ترك المنصب    | المدة             | البرلمان                                                        | الحزب السيسي            | الحكومة                                                | مراجع                                            |
| --- | --- | ------------------------------ | -------------- | -------------- | ------------- | ----------------- | --------------------------------------------------------------- | ----------------------- | ------------------------------------------------------ | ------------------------------------------------ |
| 1   | | نيلسون مانديلا (1918–2013)     | 1994           | 10 مايو 1994   | 14 يونيو 1999 | 5 سنوات و35 أيام  | 22                                                              | المؤتمر الوطني الإفريقي | Mandela المؤتمر الوطني الإفريقي—التحالف الديمقراطي—IFP |                                                  |
| 1   | أول رئيس لجنوب أفريقيا بعد الفصل العنصري وأول رئيس أسود وأول منتخب في انتخابات ديمقراطية تمثيلية بالكامل. ركزت حكومته على تفكيك إرث الفصل العنصري عن طريق معالجة العنصرية المؤسسية والفقر وعدم المساواة وتعزيز المصالحة العرقية. شغل منصب رئيس حزب المؤتمر الوطني الإفريقي من 1991 إلى 1997.                                                                                          | نيلسون مانديلا (1918–2013)     | 1994           |                |               |                   |                                                                 |                         |                                                        |                                                  |
| 2   | | تابو إيمبيكي (مواليد 1942)     | 1999 ‏ 2004     | 14 يونيو 1999  | 21 مايو 2004  | 9 سنوات و102 أيام | 23                                                              | المؤتمر الوطني الإفريقي | Mbeki I المؤتمر الوطني الإفريقي—IFP                    | [ 12 ] [ 13 ] [ 14 ] [ 15 ] [ 16 ] [ 17 ] [ 18 ] |
| 2   | 21 مايو 2004 | تابو إيمبيكي (مواليد 1942)     | 1999 ‏ 2004     | 24 سبتمبر 2008 | 24            | 9 سنوات و102 أيام | Mbeki II                                                        | المؤتمر الوطني الإفريقي |                                                        | [ 12 ] [ 13 ] [ 14 ] [ 15 ] [ 16 ] [ 17 ] [ 18 ] |
| 2   | أعلن استقالته في 20 سبتمبر 2008 قبل تسعة أشهر من انتهاء ولايته الثانية. وذلك بعد دعوة اللجنة التنفيذية الوطنية لحزب المؤتمر الوطني الأفريقي له لفعل ذلك، إثر قرار القاضي كريستوفر روبرت نيكلسون الذي أشار إلى تدخل غير لائق في هيئة الادعاء الوطنية ضمن محاكمة جاكوب زوما بتهم الفساد. على إلغاء محكمة الاستئناف العليا لحكم نيكلسون في 12 يناير 2009 إلا أنه لم يتراجع عن الاستقالة. | تابو إيمبيكي (مواليد 1942)     | 1999 ‏ 2004     |                |               |                   |                                                                 |                         |                                                        | [ 12 ] [ 13 ] [ 14 ] [ 15 ] [ 16 ] [ 17 ] [ 18 ] |
| 3   | | كخاليما موتلانتي (مواليد 1949) | 2008           | 25 سبتمبر 2008 | 9 مايو 2009   | 228 أيام          | 24                                                              | المؤتمر الوطني الإفريقي | Motlanthe                                              | [ 19 ] [ 19 ]                                    |
| 3   | انتخب بعد استقالة ثابو مبيكي وخدم لفترة وجيزة في المنصب قبل أن يخلفه جاكوب زوما الذي عين موتلانثي لاحقا نائبا للرئيس. | كخاليما موتلانتي (مواليد 1949) | 2008           |                |               |                   |                                                                 |                         |                                                        | [ 19 ] [ 19 ]                                    |
| 4   | | جاكوب زوما (مواليد 1942)       | 2009 2014      | 9 مايو 2009    | 24 مايو 2014  | 8 سنوات و281 أيام | 25                                                              | المؤتمر الوطني الإفريقي | Zuma I                                                 |                                                  |
| 4   | 24 مايو 2014 | جاكوب زوما (مواليد 1942)       | 2009 2014      | 14 فبراير 2018 | 25 ‏           | 8 سنوات و281 أيام | Zuma II                                                         | المؤتمر الوطني الإفريقي |                                                        |                                                  |
| 4   | تولى رئاسة الاحتفالات بالذكرى المئوية لحزب المؤتمر الوطني الأفريقي في 2015 ومراسم وفاة نيلسون مانديلا في 2013. استقال زوما في 14 فبراير 2018، قبل أقل من عام على انتهاء ولايته، إثر ضغوط من حزب المؤتمر الوطني الأفريقي وتهديد بتصويت بحجب الثقة من الجمعية الوطنية. | جاكوب زوما (مواليد 1942)       | 2009 2014      |                |               |                   |                                                                 |                         |                                                        |                                                  |
| 5   | | سيريل رامافوزا (مواليد 1952)   | 2018 2019 2024 | 15 فبراير 2018 | 22 مايو 2019  | 7 سنوات و116 أيام | 26 ‏                                                             | المؤتمر الوطني الإفريقي | Ramaphosa I                                            |                                                  |
| 5   | 22 مايو 2019 | سيريل رامافوزا (مواليد 1952)   | 2018 2019 2024 | 14 يونيو 2024  | 27            | 7 سنوات و116 أيام | Ramaphosa II                                                    | المؤتمر الوطني الإفريقي |                                                        |                                                  |
| 5   | 14 يونيو 2024 | سيريل رامافوزا (مواليد 1952)   | 2018 2019 2024 | في المنصب      | 28            | 7 سنوات و116 أيام | Ramaphosa III المؤتمر الوطني الإفريقي—التحالف الديمقراطي—IFP—PA | المؤتمر الوطني الإفريقي |                                                        |                                                  |
| 5   | انتخب بعد استقالة جاكوب زوما. | سيريل رامافوزا (مواليد 1952)   | 2018 2019 2024 |                |               |                   |                                                                 |                         |                                                        |                                                  |

## رؤساء سابقون على قيد الحياة
ثابو مبيكي منذ عام 2008.
كاليما موتلانته، منذ عام 2009.
جاكوب زوما، منذ عام 2018.

## روابط خارجية
- مكتب الرئاسة الجنوب إفريقي (بالإنجليزية)